# 碲化鉍
碲化鉍是一種灰色的粉末，分子式為Bi2Te3。碲化铋是个半导体暨熱電材料，具有较好的导电性，但导热性较差。它是一種半導體，它與銻或硒合金是高效率的熱電材料，用於製冷或便攜式發電。拓扑绝缘体表面態已在碲化鉍被觀察到。
雖然碲化鉍的危險性低，但是如果大量的攝取也有致命的危險。